# Champagnolles
Champagnolles é uma comuna francesa na região administrativa da Nova Aquitânia, no departamento de Charente-Maritime. Estende-se por uma área de 17,03 km². Em 2010 a comuna tinha 670 habitantes (densidade: 39,3 hab./km²).